# Răpirile turcești din Islanda
Răpirile turcești (islandeză: Tyrkjaránið) au reprezentat o serie de raiduri inițiate de către un grup de pirați de origine turcă în sud-estul Islandei cu scopul răpirii și apoi vânzării localnicilor drept sclavi în Algeria. Aceste raiduri au fost realizate în anul 1627 (între lunile iunie și iulie), când au fost răpiți peste 300 de localnici islandezi, dintre care doar 35 s-au mai putut întoarce 10 ani mai târziu. Printre acești pirați nu se aflau doar turci sau pirați de origine nord-africană ci chiar și creștini din centrul Europei.